# Vatutine
Vatutine (in ucraino Ватутіне?) è una città ucraina (15 763 abitanti) nel distretto di Zvenyhorodka, nell'oblast' di Čerkasy, in Ucraina. Ospita l'amministrazione della comunità territoriale di Vatutine, una delle comunità territoriali dell'Ucraina.
Fino al 18 luglio 2020 Vatutine era classificata come città di rilevanza regionale e apparteneva al comune di Vatutine, che non apparteneva ad alcun distretto. Nell'ambito della riforma amministrativa dell'Ucraina, che ha ridotto a quattro il numero dei distretti dell'oblast' di Čerkasy, la città è stata fusa nel distretto di Zvenyhorodka.

## Storia
La città è stata fondata nel 1947 presso una miniera di carbone sita poco distante dal villaggio di Urkovka. Per la sua costruzione furono preventivamente installate nelle vicinanze della stessa una fabbrica di mattoni ed una addetta alla lavorazione del legno.
Città voluta dal governo sovietico per sfruttare appieno le risorse carbonifere del sottosuolo, vide la sua massima espansione durante gli anni settanta del XX secolo quando la costruzione di macchinari di trivellazione più efficienti permisero l'estrazione della materia prima anche a grandi profondità. Dopo il 1990, con l'esaurirsi della vena carbonifera, l'economia della città ha visto un radicale mutamento con l'installazione di nuove fabbriche.